# John Coquillon
John Coquillon (1930-1987) fue un cineasta de origen holandés.
Nacido en La Haya, Países Bajos, Coquillon se inició en el cine del Reino Unido en los Pinewood Studios como segundo asistente de cámara en los años 1950 antes de convertirse en un camarógrafo de documentales de animales en África. Coquillon se trasladó de África al Reino Unido a mediados de la década de 1960. Su capacidad para trabajar con rapidez y su habilidad para utilizar la luz natural atrajeron la atención del escritor Alfred Shaughnessy, quien le recomendó al director de cine Michael Reeves que trabajara con él para Witchfinder General, la primera de varias películas de terror en las que trabajó como director de fotografía para American International Pictures.
En 1971 Coquillon inició una fructífera relación profesional con Sam Peckinpah, primero como director de fotografía para la controvertida película Perros de paja. También trabajó como director de fotografía en Pat Garrett y Billy the Kid (1973), La cruz de hierro (1977) y The Osterman Weekend (1983).
Otras películas en las que participó como director de fotografía son The Wilby Conspiracy (1975) y Clockwise (1986). Ganó el Premio Genie en la categoría de mejor director de fotografía por la película The Changeling (1980).